# Helictopleurus viridiflavus
Helictopleurus viridiflavus là một loài bọ cánh cứng trong họ Bọ hung (Scarabaeidae).